# Dagmarreformen
Dagmarreformen i Sverige 1984 innebar att läkare i allmän tjänst som på sin fritid önskar utöva praktik och få ersättning från försäkringskassan måste ha tillstånd av respektive landsting. 
Den omstridda reformen, som avsåg förbättra hälso- och sjukvård i glesbygder genom ökad läkarförsörjning, beslutades av riksdagen Dagmardagen (27 september) 1984. Därav kom "Dagmarförhandlingar" att beteckna regeringens förhandlingar med Sveriges kommuner och landsting om vilka områden inom hälso- och sjukvården som ska stå i fokus för statliga stimulansmedel. De enas varje år genom den så kallade Dagmaröverenskommelsen.